# Carter (motortechniek)

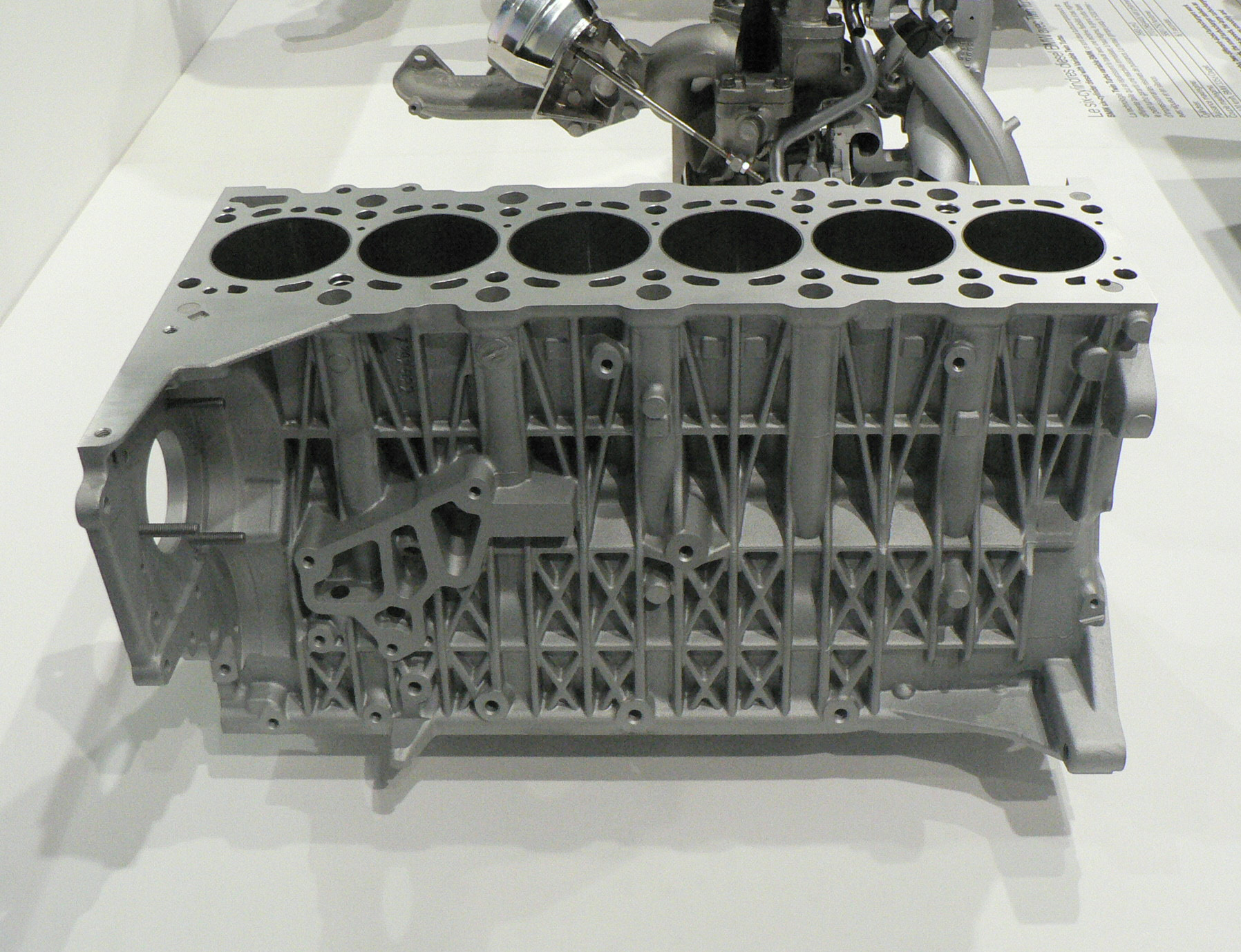
Cilinderblok van een zescilindermotor.

Het cilinderblok is het deel van een verbrandingsmotor waar de krukas in gelagerd is en in ronddraait. Het bovencarter wordt in de regel afgesloten met een carterdeksel of carterpan, ook wel ondercarter of oliepan genoemd. In de carterpan zit een aftapplug voor het aftappen van de olie. De carterpan zorgt tevens voor afkoeling van de olie.
In het carter verzamelen zich ook verbrandingsgassen die langs de zuigers geperst worden en gassen die uit de olie verdampen. Hierdoor kan carterdruk ontstaan, vooral bij oudere motoren. Om milieuredenen mogen deze gassen niet naar de atmosfeer ontsnappen. Een verbrandingsmotor heeft daarom een carterventilatiesysteem waarbij door de onderdruk in het inlaatspruitstuk via het luchtfilter schone lucht wordt aangezogen welke door het carter circuleert en de carterdampen afvoert naar de verbrandingskamer in de cilinders waar het met het lucht/brandstofmengsel wordt verbrand. Bij gebrekkig functioneren van het carterventilatiesysteem kan black sludge ontstaan in de motor.
Tweetaktmotoren hebben geen carter met smeerolie. De smering gebeurt hier door de aan de benzine toegevoegde olie. Het carter wordt hier gebruikt voor het samenpersen van het benzine/luchtmengsel. De spoelpoorten vormen de verbinding met het carter en de cilinder.

## Onderdelen

### Motorcarter
Het motorcarter is het onderste deel van het carter van een motor.
Het bestaat meestal uit twee delen:
1. Het bovencarter, waarin zich de krukas bevindt
2. Het ondercarter, dat de onderzijde van de motor afsluit. Bij de meeste viertaktmotoren is dit tevens een oliepan, waarin de smeerolie is opgeslagen. Bij tweetaktmotoren en viertaktmotoren met een dry sump-smeersysteem is dit niet het geval.

Boven de beide carterdelen bevinden zich nog het cilinderblok en de cilinderkop.

### Carterpan

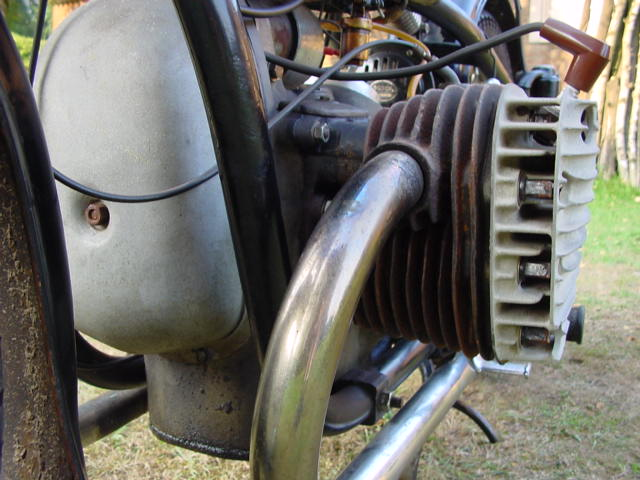
Kenmerkend voor een wet sump systeem: de oliepan onder het motorblok

De carterpan vormt de onderste afsluiting van een motorblok van een motorvoertuig. 
In de carterpan ligt bovendien de smeerolie, die er ook gekoeld wordt. Daarom wordt de carterpan ook wel oliepan genoemd. Vanwege de koelende taak is een carterpan vaak uitgevoerd in dun plaatstaal. Bij aluminium carterpannen zijn koelribben aangebracht, enerzijds ter versteviging van de carterpan, anderzijds vanwege het grotere koelend effect. De zuigmond van de oliepomp komt in de carterpan uit en ook de oliepeilstok. Een carterpan wordt alleen gebruikt bij motoren met een wet sump systeem.
Er bestaan ook modellen die een aparte tank voor de smeerolie hebben. In dergelijke gevallen praat men over een "dry sump" (droog) carter.